# Радиаторный
Радиа́торный (бел. Радыятарны) — бывший железнодорожный остановочный пункт Минского отделения Белорусской железной дороги на линии Минск-Пассажирский — Молодечно, расположенный в Минске в пределах железнодорожной станции Минск-Северный.

## История
Остановочный пункт пригородных поездов был открыт в начале 1960-х годов на северной окраине грузовой станции Минск-Северный. Железнодорожная линия, на которой была построена станция, была открыта 14 января 1873 года как пусковой участок Вильня — Минск Либаво-Роменской железной дороги.
В 1963 году остановочный пункт был электрифицирован переменным током (~25 кВ) в составе участка Минск — Олехновичи, который стал первым электрифицированным участком Белорусской железной дороги.
5 ноября 2011 года остановочный пункт был закрыт, а остановка электропоездов была перенесена на новые платформы станции Минск-Северный, которые расположились несколько южнее, на пересечении Кальварийской и Домашевской улиц. К сентябрю 2012 года платформы и пассажирский павильон были полностью демонтированы.

## Устройство
Железнодорожный остановочный пункт состоял из двух боковых платформ изогнутой формы длиною по 190 метров каждая. На платформе в направлении центра располагался деревянный пассажирский павильон, 1960-х годов постройки. Пересечение путей осуществлялся по трём наземным пешеходным переходам.